# Karl-Göte Widén
Karl-Göte Widén, född 16 februari 1938 i Västerås, är en svensk pensionerad officer i Flygvapnet.

## Biografi
Widén utnämndes till fänrik i Flygvapnet 1961. Han befordrades till löjtnant 1963, till kapten 1969, till major 1972, till överstelöjtnant 1975, till överste 1984 och till överste av 1:a graden 1991. Åren 1994–1995 innehade han genom NNSC generalmajors grad.
Widén inledde sin militära karriär i Flygvapnet 1961 vid Hälsinge flygflottilj (F 15). 1969–1972 tjänstgjorde han vid Försökscentralen. 1972–1978 tjänstgjorde han vid Skaraborgs flygflottilj (F 7). 1978–1981 var han chef för Centralavdelningen vid Flygstaben. 1981–1984 var han chef för Flygavdelningen vid Flygstaben. 1984–1988 var han ställföreträdande sektorflottiljchef och tillika flottiljchef för Norrbottens flygflottilj (F 21/Se ÖN). 1988–1991 tjänstgjorde han som flygattaché i Washington D.C. 1991–1994 var han chef för Flygsäkerhetsledningen vid Flygstaben. Under 1994 ingick han en kortare tid i Flygvapenledningen vid Högkvarteret. 1994–1995 var han chef för den svenska delegationen vid Neutrala nationernas övervakningskommission (NNSC). Widén lämnade Försvarsmakten 1996.
Widén var 1991–1994 styrelseledamot i Kungliga svenska aeroklubben. 1992–1994 var han styrelseledamot i Luftfartsverket.

## Utmärkelser
- Legion of Merit[1]